# RAM RIDER
RAM RIDER（ラムライダー、1978年7月17日 - ）は、日本の音楽家、音楽プロデューサー、シンガー、DJ。男性。所属事務所はASOBI SYSTEM。所属レーベルは401。

## 来歴
早稲田実業学校高等部在学中の1996年より自主レーベル「DaBLADE RECOREDS」を立ち上げ、自身のCDをリリース開始。この頃はram doubler X（ラムダブラーエックス）、その後にram doubler（ラムダブラー）の名義を使用していた。芸名の「RAM」は、PCで使用する記憶装置のRandom Access Memoryが由来。1999年よりリミキサーとして浜崎あゆみなど数多くのアーティストの作品に参加。
2002年頃からRAM RIDER名義でソロ活動を始める。2003年、自身がボーカルをとる「RAM RIDER CREW」プロジェクトを開始。
2004年11月17日、インディーズレーベルRhythm REPUBLICよりシングル『MUSIC』をリリース後、2005年6月29日、rhythm zoneよりシングル『ユメデアエルヨ』をリリースし、メジャー・デビュー。
2009年、PRIVATE PLANET名義でのプロジェクトを開始。
2010年4月、インターネットラジオ｢AUDIO GALAXY｣の放送開始。
2012年、RAM RIDERとして初めてVOCALOIDを使用した楽曲「ハナミズキ」を配信限定でリリース。同年4月11日、『AUDIO GALAXY - RAM RIDER vs STARS!!! -』『AUDIO GALAXY - RAM RIDER STRIKES BACK!!! -』を2枚同時リリース。
2013年、『Electric』『Around U』『ラジオボーイ』をiTunes限定で連続配信。
2016年6月、｢水道橋博士のメルマ旬報｣で『人のミックスを笑うな』の連載開始。11月、自身4年ぶりとなるワンマンライブ｢AUDIO GALAXY presents RAM RIDER LIVE 2016｣をSOUND MUSEUM VISIONで開催。
2018年9月、ワンマンライブ｢AUDIO GALAXY presents RAM RIDER LIVE 2018｣を渋谷のダンスクラブ・SOUND MUSEUM VISIONで開催。
2019年12月13日、自身が主宰するレーベル「401」の設立を発表、自身6年ぶりとなる本人がボーカルを務める『東京論』を配信でリリース。
2021年3月9日、かねてから音楽監督として関わっていたプロレス興行まっするの『まっする4 東京公演』後楽園ホール大会にてプロレスデビュー。リングネームはラムライダスティ・ローデス。9月5日、 東京2020パラリンピック閉会式に作曲家として参加。30分の旗手入場曲「TOKYO AGITOS」を作曲。

## 人物
父親が日本人、母親が台湾人のハーフ。語学を趣味とし、英語、中国語、台湾語（閩南語）等を話す。2004年には台湾に短期の語学留学に行っている。三浦康嗣（□□□）、南波一海（元□□□）は高校時代の同級生である。

## ディスコグラフィ
アルバム「PORTABLE DISCO」・シングル「旅へ出よう」には、タワーレコード及びHMVにおいて、先着順で特典CDが付けられた（それぞれ別のリミックスが収録されている）。マキシシングルには全てCD EXTRAとしてMVが収録されている。収録されているMVは、ほとんどが俳優を起用したドラマ風、もしくはアニメ風のものが多く、RAM RIDER本人が登場するシーンはあまり無い。MVでの初顔出しは「HELLO」、続く「旅へ出よう」、2020年の「RADIO BOY」では、歌うシーンが見られる。

### シングル
RAM RIDERの意向により、活動初期からシングルは当時主流だった8cm盤ではなく12cm盤（マキシシングル）でリリースしていた。
インディーズ時代
メジャー以降
『HELLO』発売時に収録のアカペラ音源を使ったリミックス音源の募集企画が公式サイト上で開催されたが、結果発表等の続報は一切無いままとなっている。

### アルバム
アマチュア時代
- fake compilation A （1996年）
- fake compilation B/サンプライズドEP （1997年） - アナログ盤。ジャケットを森本晃司が手掛けた。
- fake compilation C/ L-Rep （1998年） - アナログ盤。レオパルドンとの共作。
- fake compilation D/虹色ボールペンCD （1999年）

メジャー以降

### その他
- コタエ〜大喜利MEMORIAL〜 (2010年7月19日)
  1. Time Slip Shocking Dance
- Half of One (2013年1月16日、AMET-0011) - 「POAROにRAM RIDER」名義

### 参加作品
| 発売日         | タイトル                                                                   | 規格品番                         | 収録曲 | 備考                                                             |                      |
| -------------- | -------------------------------------------------------------------------- | -------------------------------- | --- | ---------------------------------------------------------------- | -------------------- |
| 2002年3月6日   | 浜崎あゆみ『Daybreak』                                                     | AVCD-30348                       | 5. I am... "Ram's Special 11Days Mix" | avex trax                                                        |                      |
| 2003年9月25日  | 浜崎あゆみ『ayumi hamasaki RMX WORKS from ayu-mi-x 5 non stop mega mix』   | AVCD-17379                       | 2. Real me "RAM RIDER REMIX" remixed by RAM RIDER                                                                                          | avex trax                                                        |                      |
| 2004年8月4日   | V6『サンダーバード-your voice-』                                           | AVCD-30625                       | 01 サンダーバード －your voice－ 03 サンダーバード －your voice－（カラオケ）                                                              | avex trax                                                        |                      |
| 2006年3月23日  | 土屋アンナ『Taste My xxxremixxxxxxx！！！！！！！！ Beat Life』            | CTCR-14463B                      | 9. Every Moment (FlLTERING INFERNO MIX) remixed by RAM RIDER                                                                               | MAD PRAY                                                         |                      |
| 2006年4月26日  | サマースノーサプライズ『We Set Music Free』                                | XNAR-30002                       | 3. Super Stereo ～SSS meets RR mix～Rimixed by RAM RIDER                                                                                   | ARTIMAGE RECORDS                                                 |                      |
| 2006年6月14日  | WE LOVE WE(WE LOVE Winning Eleven)                                         | KFCA-10005                       | 14. HELLO TO THE WORLD -HELLO W11 version- / RAM RIDER×Kireek                                                                              | 573 records                                                      |                      |
| 2006年8月23日  | 「バックダンサーズ!」オリジナル・サウンドトラック                          | RZCD-45432                       | 8. HELLO | rhythm zone                                                      |                      |
| 2006年12月6日  | STARZ BEST '06-'07                                                         | RZCD-45474                       | 10. ANY COLORS / RAM RIDER 12. Eyes / 舞 (作曲/編曲)                                                                                       | rhythm zone                                                      |                      |
| 2006年12月6日  | m-flo『Amazing Nuts!』                                                     | RZCD-45477B                      | 2. Smile Again | rhythm zone                                                      |                      |
| 2007年7月11日  | Rhythm Nation 2006 - The biggest indoor music festival -                   | RZBD-45593                       | 6. ミラーボール | rhythm zone                                                      |                      |
| 2007年9月26日  | SEAMO『軌跡』                                                              | BVCR-19101 BVCR-19102            | 3. 天狗～祭りのテーマ～ (RAM RIDER REMIX)                                                                                                  | BMG JAPAN                                                        |                      |
| 2007年9月26日  | m-flo『ElectriCOLOR -COMPLETE REMIX-』                                     | RZCD-45631                       | DISC1-5. Love Me After 12AM -RAM RIDER REMIX- Remixed by RAM RIDER                                                                         | rhythm zone                                                      |                      |
| 2008年2月6日   | 鈴木亜美『DOLCE』                                                          | AVCD-23431 AVCD-23432 AVCD-23433 | 5. SWEET DANCE / AMI SUZUKI joins RAM RIDER                                                                                                | avex trax                                                        |                      |
| 2008年7月16日  | BEAUTIFUL TECHNO                                                           | FLCF-4245                        | 5. Love Me After 12AM -RAM RIDER REMIX- / m-flo loves Alex (CLAZZIQUAI PROJECT) 12. Sun Lights Stars (yasutaka nakata 8FM mix) / RAM RIDER | FOR LIFE MUSIC ENTERTAINMENT                                     |                      |
| 2008年9月17日  | Francfranc's BEST HONEY DANCE                                              | PRPH-5044                        | 8. FEELS GONNA FEEL / RAM RIDER | Philter,Inc                                                      |                      |
| 2008年12月10日 | SAWA『Time & Space』                                                       | CCCL-1002                        | 1. Stars ...Produced by RAM RIDER | Cyclops / sambafree                                              |                      |
| 2008年12月10日 | 家族時間～NHKみんなのうたカバー集～                                        | BNCL-37                          | 7. WAになっておどろう / RAM RIDER feat. YUUKI                                                                                              | Bad News Records                                                 |                      |
| 2009年3月18日  | m-flo『m-flo inside -WORKS BEST III-』                                     | RZCD-46178                       | DISC2-20. Love Me After 12AM (RAM RIDER REMIX DUB) / m-flo loves Alex (CLAZZIQUAI PROJECT)                                                 | rhythm zone                                                      |                      |
| 2009年3月25日  | livetune『Re:MIKUS』                                                       | VICL-63271                       | 9. ストロボナイツ（RAM RIDER remix） | Victor Entertainment                                             |                      |
| 2009年6月24日  | 交響詩篇エウレカセブン -ポケットが虹でいっぱい- MUSIC COLLECTION           | SVWC-7631                        | DISC3-9. sakura (RAM RIDER REMIX) | アニプレックス                                                   |                      |
| 2009年10月7日  | TRICERATOPS『I GO WILD』                                                   | NFCD-27225 NFCD-27226            | 2. @“MADE IN LOVE”RAM RIDER EXTENDED REMIX(LOONY’S ANTHEM～FUTURE FOLDER～FOREVER)                                                         | tearbridge records                                               |                      |
| 2009年10月28日 | CLAZZIQUAI PROJECT『ムーチョ・ミックス』                                   | UPCH-1752                        | 1. Love Again / RAM RIDER REMIX | UNIVERSAL J                                                      |                      |
| 2010年6月16日  | DJやついいちろう『ATARASHII YATSU!』                                       | VICL-63635                       | 30. きみはキョンシー (RAM RIDER REMIX) | Victor Entertainment                                             |                      |
| 2010年7月7日   | 桃井はるこ『MOMO-i REMIXIES AKIHABA LOVE』                                 | DGAA-10002                       | 3. かがやきサイリューム -RAM RIDER in MOGRA REMIX-                                                                                         | AKIHABA LOVE RECORDS                                             |                      |
| 2010年8月11日  | nangi『walkの約束』                                                        | ESCL-3459                        | 3. エクスプレス RAM RIDER Color-full mix                                                                                                   | Epic                                                             |                      |
| 2010年9月8日   | m-flo『m-flo inside -WORKS BEST IV-』                                      | RZCD-46609                       | DISC2-4. Love Me After 12AM -RAM RIDER REMIX- / m-flo loves Alex (CLAZZIQUAI PROJECT)                                                      | rhythm zone                                                      |                      |
| 2010年12月15日 | Gossip                                                                     | SLWK-005                         | DISC2-4. SPEAK & PASTE / RAM RIDER | SOUL WORKS                                                       |                      |
| 2011年8月10日  | globe『house of globe』                                                    | AVCG-70106                       | 7. Love again (RAM RIDER Remix) | avex globe                                                       |                      |
| 2011年9月28日  | 愛内里菜『Forever Songs 〜Brand New Remixes〜』                            | GZCA-5235                        | 6. NAVY BLUE -RAM RIDER Remix- 11. Forever You 〜永遠に君と〜 -RAM RIDER Remix-                                                            | GIZA                                                             |                      |
| 2011年10月5日  | I LOVE TOKYO ～FOR ANIME MUSIC LOVERS～                                    | CRCP-40303                       | 12. 残酷な天使のテーゼ / RAM RIDER×アフィリア・サーガ・イースト                                                                            | クラウン                                                         |                      |
| 2011年11月16日 | ジブリジャズ・リミックス                                                   | SRVC-1032                        | 3. 風の谷のナウシカ (RAM RIDER REMIX) | SREVOC                                                           |                      |
| 2012年3月14日  | MOGRA MIX VOL.1 mixed by DJ WILDPARTY                                      | TOCP-64404                       | 10. かがやきサイリューム -RAM RIDER in MOGRA REMIX-                                                                                        | UNIVERSAL MUSIC                                                  |                      |
| 2012年3月21日  | 小室哲哉『Digitalian is remixing』                                         | AVCD-38466                       | 8. Carry On [Remixed by RAM RIDER] | avex trax                                                        |                      |
| 2012年3月21日  | 小室哲哉『TETSUYA KOMURO Special Live @DOMMUNE (TK Presents BROADJ #332)』 | AVBD-91883B                      | DISC1-8. Love again (RAM RIDER Remix) [globe]                                                                                              | avex trax                                                        |                      |
| 2012年5月23日  | ゆうゆ『世迷言ユニバース』                                                 | CRCP-40317 CRCP-40318            | 12. 深海少女 (RAM RIDER MIX) (GUEST TRACK)                                                                                                 | クラウン                                                         |                      |
| 2012年9月23日  | アップアップガールズ（仮）『End Of The Season』                            | UFCW-1041                        | 1.End Of The Season 2.Beautiful Days! | 全作詞・作曲・編曲                                               |                      |
| 2012年9月26日  | 松本伊代『オールウェイズ I・Y・O』                                         | VIZL-491 VICL-63917              | 22. センチメンタル・ジャーニー (PLATINUM MIX produced by RAM RIDER) ＜ボーナス・トラック＞                                                 | Victor Entertainment                                             |                      |
| 2012年12月19日 | m-flo『m-flo Dj Mix BON! ENKAI』                                           | RZCD-59255                       | 26. Love again (RAM RIDER Remix) | rhythm zone                                                      |                      |
| 2013年1月11日  | 危険日チャレンジガールズ！『Like A Bitch』                                 | TBSR-0001                        | 5. FUNKY FUN!!! feat. 宇多丸、西寺郷太 | (DJ RAMANとして参加)                                             |                      |
| 2013年1月23日  | SOUL'd OUT『Decade』                                                       | SECL-1241                        | DISC3-4. SUPERFEEL ～RAM RIDER Remix～ | SME Records                                                      |                      |
| 2013年3月6日   | 小室哲哉『Digitalian is eating breakfast 3』                               | AVCD-38667                       | DISC2-3. Love again (RAM RIDER Remix) (2011.12.23 HARAJUKU PERFORMANCE + DOMMUNE)                                                          | avex trax                                                        |                      |
| 2013年4月10日  | Cheeky Parade『C.P.U !?』                                                  | AVCD-39115 AVCD-39115X           | 3. BUNBUN NINE9' -RAM RIDER Remix- | iDOL Street                                                      |                      |
| 2013年4月24日  | T.O.K.『フォーエヴァー』                                                   | VICP-65144                       | 15. ジプシー・ワイン - RAM RIDER リミックス (国内盤ボーナス・トラック)                                                                     | Victor Entertainment                                             |                      |
| 2013年6月26日  | DJ RIE『ザ・パーリー グレイテスト・メガミックス』                          | VICP-65156                       | 20. ジプシー・ワイン 〔RAM RIDER リミックス〕                                                                                              | Victor Entertainment                                             |                      |
| 2013年7月17日  | Negicco『Melody Palette』                                                  | TPRC-0047                        | 11. Negiccoから君へ | T-Palette Records                                                |                      |
| 2013年11月13日 | ★STAR GUiTAR『PLANETARY FOLKLORE』                                         | CSMC-017                         | 13. Youthful Days feat. RAM RIDER | CLUSTER SOUNDS                                                   |                      |
| 2013年12月25日 | DJ RIE『EDM～エロティック・ダンス・ミックス～』                            | VICP-65200                       | 22. ジプシー・ワイン 〔RAM RIDER リミックス〕                                                                                              | Victor Entertainment                                             |                      |
| 2014年2月26日  | モア! エレクトロニック・ディズニー・ミュージック                           | AVCW-63012                       | 2. RAM RIDER / ホール・ニュー・ワールド[アラジン]                                                                                          | Walt Disney Records                                              |                      |
| 2014年7月9日   | ODOROOM feat. RAM RIDER『ジャンプ!』                                       | ODORM100009 ODORM100010          | 1. ジャンプ! 2. マジカルステップ | ODOROOM MUSIC                                                    |                      |
| 2015年1月14日  | APPLESEED ALPHA ORIGINAL SOUNDTRACK                                        | WPCL-11969/70                    | (CD1)ORIGINAL SOUNDTRACK 08. RINGO / RAM RIDER                                                                                             | unBORDE                                                          |                      |
| 2015年2月25日  | 映画「海月姫」オリジナル・サウンドトラック                                 | LACD-0253                        | 33. S_imin / RAM RIDER 38. END OF THE PARADE / RAM RIDER                                                                                   | LASTRUM                                                          |                      |
| 2015年5月27日  | DJ FUMI★YEAH!『J-PARTY -DANCE- mixed by DJ FUMI★YEAH!』                    | ASPQ-0002                        | 22. ラジオボーイ / RAM RIDER | ASPEQ                                                            |                      |
| 2015年6月17日  | 藤井隆『Coffee Bar Cowboy』                                                | YRCN-95247                       | 3. I just want to hold you（RAM RIDER remix）                                                                                              | Slenderie Record                                                 |                      |
| 2015年7月21日  | 愛乙女★DOLL『カレンダーガール』                                            | FPJ-10001 FPJ-10002 FPJ-10003    | 3.Paradise In the summer (RAM RIDER REMIX)                                                                                                 | FUJIYAMA PROJECT JAPAN                                           |                      |
| 2015年7月29日  | 土岐麻子『Bittersweet』                                                    | RZCD-59937                       | 08 Kung Fu Girl | rhythm zone                                                      |                      |
| 2015年9月16日  | TEMPURA KIDZ『てんこもり』                                                 | SECL-1778                        | M1. CIDER CIDER M10. マスクマスク | SME                                                              |                      |
| 2015年12月8日  | 愛乙女★DOLL『Heatup Dreamer』                                              | FPJ-10005 FPJ-10006 FPJ-10008    | 2.ホーリー❄ナイト -まだ友達のキミへ- 4.ホーリー❄ナイト -まだ友達のキミへ- (off vocal)                                                      | FUJIYAMA PROJECT JAPAN                                           |                      |
| 2016年2月3日   | バニラビーンズ『バニラビーンズV』                                          | AVCD-93324B AVCD-93325           | 04. DARE feat. RAM RIDER | avex trax                                                        |                      |
| 2016年11月16日 | ★STAR GUiTAR『Here and There』                                             | CSMC-028                         | 12.Youthful Days feat. RAM RIDER | CLUSTER SOUNDS ※再構築版                                         |                      |
| 2017年2月15日  | キケチャレ!寿『ONE NIGHT SEXY GIRL                                         | !』                              | VICL-37245 | 1. ONE NIGHT SEXY GIRL!!! 2.ONE NIGHT SENSATION!!! feat. Negicco | Victor Entertainment |
| 2018年1月24日  | 石野卓球『Takkyu Ishino Works 1983～2017』DISK 3 『REMIXED WORKS 2』       | KSCL-3021                        | 04. Music（Takkyu@133.333） | Ki/oon Music Inc.                                                |                      |
| 2018年1月24日  | ハチミツとウインナー『CLAMP of STARS』                                     | AMET-0018 AMET-0019              | CLAMP of STARS TALK 2 TALK | アトミックモンキー                                               |                      |
| 2018年10月6日  | スイミィスイミィ『SECRET EYES』                                            | CRIA-0002                        | 01. SECRET EYES 02. ENDLESS MEMORIES | Cana aria                                                        |                      |
| 2018年11月21日 | ようなぴ『Welcome To YO(u)NAP! World』                                     | YLRC-035                         | 1.Welcome To YO(u)NAP! World 4.Hello,See You                                                                                               | YOU'LL RECORDS                                                   |                      |
| 2018年11月30日 | Negicco『Go コースター!Go!Go!』                                            | TPRM-0026                        | Go コースター!Go!Go! | T-Palette Records ※配信限定                                      |                      |
| 2018年12月18日 | EVERYDAYS『ハロー!EVERYDAYS!』                                             | FPJ-90001                        | 1. ハロー!EVERYDAYS! 2. Dreamin’ On | FUJIYAMA PROJECT JAPAN                                           |                      |
| 2019年1月22日  | GAYSHA GALs『ドント・クライ・ボーイズ ～ブスに涙は似合わない～』           | FPJ-110001                       | 1. ドント・クライ・ボーイズ ～ブスに涙は似合わない～ 2. ドント・クライ・ボーイズ ～ブスに涙は似合わない～ -instrumental-                   | FUJIYAMA PROJECT JAPAN ※配信限定                                 |                      |
| 2019年1月29日  | MeseMoa. 『It’s Showtime!』                                                | -                                | 1. MIDNIGHT D(R)IVE | ※出演イベント・公式通販限定                                      |                      |
| 2019年4月9日   | EVERYDAYS 『キライ キライ キライ』                                         | FPJ-90002                        | 1. キライ キライ キライ 2. ハート・ビート・トレイン                                                                                        | FUJIYAMA PROJECT JAPAN                                           |                      |
| 2019年5月22日  | 田村ゆかり『Strawberry candle』                                            | CNRA-0006                        | 2 Darling Darling 3 セルフィッシュ | Cana aria                                                        |                      |
| 2019年5月28日  | GAYSHA GALs「キラキラ☆MAKE UP」                                            | FPJ-110002                       | 1.キラキラ☆MAKE UP | FUJIYAMA PROJECT JAPAN ※配信限定                                 |                      |
| 2019年7月23日  | EVERYDAYS『サマーブレイク サマースウィング』                               | FPJ-90003                        | 1. サマーブレイク サマースウィング 2. 夏夢                                                                                                 | FUJIYAMA PROJECT JAPAN                                           |                      |
| 2019年7月30日  | GAYSHA GALs『SA/CHI/A/RE ☆彡 / 二丁目ラプソディ』                          | FPJ-110003                       | 1. SA/CHI/A/RE ☆彡 2. 二丁目ラプソディ | FUJIYAMA PROJECT JAPAN ※配信限定                                 |                      |

## ラジオ番組

### 現在配信中の番組
AUDIO GALAXY
（インターネットラジオ、2010年4月 - ）
RAM RIDER自身によりMixlrにて生配信されているインターネットラジオ。「ビジュアルシンク型非インタラクティブネットラジオ」を標榜する。パーソナリティはRAM RIDER、Yu Matsumoto。媒体は変わっており、初期からVimeo、UstreamとMixlrの同時配信、Livestream、ふたたびUstreamに戻り、かつては本放送はMixlr、著作権の都合上音楽がカットされたものがPodcastで後日配信となっていたが、現在はYouTubeのライブ配信機能で配信している。

### 現在出演中の番組
- CITY CHILL CLUB（TBSラジオ） - 2021年1月の金曜ミュージックセレクター
- スーパー・ササダンゴ・マシンのチェ・ジバラ（新潟放送） - 不定期出演

### 過去の番組
MUSIC MUSIC
(FM NORTH WAVE 毎週日曜日23:00-24:00、2005年7月3日 - 12月25日）
視聴が出来ない地域でもレーベルサイトかアーティストサイトより一部視聴が可能。
MUSIC RENDEZVOUS
(FM NACK5 毎週日曜日20:30-21:00、2006年4月2日 - 6月25日）

## タイアップ

### CM
- FEELS GONNA FEEL - 雑誌「Pinky」 / 集英社
- ベッドルームディスコ - 菓子「ポッキー」/ 江崎グリコ
- Any Colors - ヘアカラー 「メンズビューティーン」/ ホーユー
- TEMPURA KIDZ - 槇原敬之『どんなときも。』をアレンジ。ピザハットのCM曲に起用。
- TEMPURA KIDZ - NTT ドコモ ｢PEN SPORTS CHALLENGE｣ キャンペーン動画の楽曲を担当。
- WEB限定CM『イケちぇるダンス』- ｢はるやま×りゅうちぇる｣ / はるやま P.S.FA

### テレビ番組
- ユメデアエルヨ - 「CDTV」6月オープニングテーマ / TBS
- TEMPURA KIDZ ｢I Like It｣ - TVアニメ｢ちょびっとずかん｣ / TOKYO MX 作詞を担当。
- ｢めちゃ×2イケてるッ！」番組内ジングル / フジテレビ系 制作を担当。
- バカリズム ｢女性芸能人の『特技：モノマネ』は地獄の入り口｣ -「ゴッドタン新春SP 芸人マジ歌選手権」｢マジ歌ライブ2017～マジ武道館～｣ / テレビ東京
- Negicco ｢Go コースター！Go！Go！｣ - ｢八千代コースター｣ / NST 制作を担当。

### ラジオ
- 東京論 - ｢高橋みなみの『これから、何する?』｣ メインテーマ曲 / TOKYO FM
- ｢ライムスター宇多丸とマイゲーム・マイライフ｣ 番組テーマ曲 / TBSラジオ
- ｢TBSラジオプレス｣ 番組テーマ曲 / TBSラジオ
- ハレッタのうた「雨のち晴れBoy」 / 新潟放送キャラクター「ハレッタ」のテーマソングで、作曲と編曲を担当。

2023年4月現在、新潟放送ラジオで月 - 金曜 5:05 - 5:10、火 - 木曜 12:30 - 12:35、土曜 5:55 - 6:00に単独番組としてこの曲を流している。
- TBSラジオ・TBS Podcast新ステーションジングル（2023年4月1日 - ）[8]

### 映画
- 「RINGO」 - APPLESEED ALPHA
- 「S_imin」「END OF THE PARADE」- 海月姫

- みつあみハーデス｢ふりむいてオルフェウス｣ - 徳島県制作の短編映画「ふたごとうだつ」 / 映画本編に出演も。

### 舞台
- バカリズム「バカリズムライブ『ぎ』」他 - 劇中及びOP､EDを提供。

### アプリ
- 「AROUND U – (チャリ走version)」他 - チャリ走DXコラボステージでのテーマを提供。

### 店舗
- KAWAII MONSTER CAFE HARAJUKU  店内音楽提供。
- TEMPURA KIDZ「ドリーミー・ワンダー」- ららぽーと・ラゾーナ ハロウィン テーマソング提供。
- 「UMEDA de BON」- 阪急百貨店うめだ本店「ハンキュウBONフェス」オリジナル音頭提供。

### その他
- 高知よさこい祭り DDよさこいチーム（ダイヤモンドダイニングよさこいチーム）- 2014年～チームオリジナル楽曲制作

## ミュージックビデオ
| 監督             | 曲名 |
| Antenna          | 「HELLO from Album「PORTABLE DISCO 8bit edition」」 |
| 池田利也         | 「旅へでよう」 |
| 竹久正記         | 「HELLO」「きみがすき」「ベッドルームディスコ」「ユメデアエルヨ」                                                                                      |
| 山下卓           | 「SMILE AGAIN from DVD「Amazing Nuts!」」 |
| マルルーン       | 「東京論」 |
| YUNI             | 「おやすみ。」「RADIO BOY」 |
| 服部グラフィクス | 「SET ME FREE」 |
| 不明             | 「MUSIC」「SWEET DANCE」「VOICE -とおくのきみへ- starring 南波志帆」「HELLO starring ORANGE RANGE」｢ラジオボーイ｣「おやすみ。 -RAM RIDER’s 1999 Mix-」 |

## 主な出演イベント

### 2004年
- 2004年12月31日 - COUNTDOWN JAPAN 04/05

### 2005年
- 2005年08月06日 - ROCK IN JAPAN FESTIVAL 2005
- 2005年08月13日 - SUMMER SONIC 2005
- 2005年12月29日 - COUNTDOWN JAPAN 05/06

### 2006年
- 2006年04月19日 - RHYTHM OF FEAR
- 2006年08月05日 - ROCK IN JAPAN FESTIVAL 2006
- 2006年08月27日 - RUSH BALL 2006
- 2006年12月16日 - Rhythm Nation 2006
- 2006年12月29日,31日 - COUNTDOWN JAPAN 06/07

### 2007年
- 2007年08月04日 - ROCK IN JAPAN FESTIVAL 2007
- 2007年12月30日,31日 - COUNTDOWN JAPAN 07/08

### 2008年
- 2008年08月01日 - ROCK IN JAPAN FESTIVAL 2008
- 2008年09月25日 - TRICERATOPS presents DINOSAUR ROCK'N ROLL "Dance Night"
- 2008年10月26日 - Kawasaki Halloween 2008 after party「Dancing Pumpkin」
- 2008年12月30日,31日 - COUNTDOWN JAPAN 08/09

### 2009年
- 2009年07月31日 - ROCK IN JAPAN FESTIVAL 2009
- 2009年10月31日 - asia asobi Halloween party by MARQUEE
- 2009年12月04日 - NIGHT WALKER×CO FESTIVAL
- 2009年12月28日 - COUNTDOWN JAPAN 09/10

### 2010年
- 2010年08月06日 - ROCK IN JAPAN FESTIVAL 2010
- 2010年08月30日 - ASOBINITE!!!×FLASH!!! asobisystem 3rd Anniversary JAPAN TOUR
- 2010年10月30日 - ASOBISYSTEM & clubasia present HALOWEEN PARTY
- 2010年12月04日 - Salad Bowl vol.final ～ATARASHII YATSU!リリースパーティー～
- 2010年12月28日 - COUNTDOWN JAPAN 10/11

### 2012年
- 2012年03月16日 - VIVIVI
- 2012年06月03日 - HELLO FIVE GREAT BLOW UP ver.7×TAKENOKO!!!
- 2012年11月27日 - LIVE LIVEFUL!SHIBUYA 5DAYS!
- 2012年12月14日 - ASOBINITE!!!-WINTER SPECIAL-

### 2013年
- 2013年01月25日 - ASOBISYSTEM -5th ANNIVERSARY-
- 2013年02月22日 - Wired Wired
- 2013年03月08日 - ASOBINITE!!! -SPRING SPECIAL-
- 2013年03月31日 - LIVE! TOWER RECORDS three cheers～下北沢SHELTER～
- 2013年04月21日 - KAWAii!! MATSURi
- 2013年05月05日 - ASOBINITE!!!
- 2013年06月22日 - DJやついいちろう presents YATSUI FESTIVAL! 2013
- 2013年08月02日 - ROCK IN JAPAN FESTIVAL 2013
- 2013年08月29日 - ASOBITUNES RELEASE TOUR in HIROSHIMA TAKENOKO!!!～SUMMER SPECIAL～
- 2013年09月16日 - ASOBIPARK
- 2013年10月18日 - -ASOBITUNES RELEASE TOUR in KYOTO- FLASH!!!

### 2014年
- 2014年01月30日 - BERONICA 8th ANNIVERSARY LIVE 2014
- 2014年01月31日 - きゃりーぱみゅぱみゅ「ASOBINITE!!! KYARY PAMYU PAMYU 21st BIRTHDAY SPECIAL」
- 2014年06月21日 - やついいちろう presents YATSUI FESTIVAL! 2014
- 2014年07月12日 - WEEKEND EDM (DJ)
- 2014年07月18日 - THE BIG PARTY #003 × ASOBINITE!!! (DJ)
- 2014年07月27日 - ODOROOM夏祭り2014 DJ PARTY (DJ)
- 2014年08月03日 - UMI-POP'14×TAKENOKO!!! (DJ)
- 2014年08月03日 - ROCK IN JAPAN FESTIVAL 2014 (DJ)
- 2014年08月09日 - WEEKEND EDM (DJ)
- 2014年08月10日 - よさこい祭 (DJ)
- 2014年08月11日 - よさこい祭 (DJ)
- 2014年08月16日 - i BOOST (DJ)
- 2014年08月29日 - AUDIO GALAXY (LIVE)
- 2014年08月30日 - NIGHT OUT Summer Special In Fukuoka Ver (DJ)
- 2014年09月12日 - ASOBINITE!!! (DJ)
- 2014年09月20日 - ASOBINITE!!! (DJ)
- 2014年10月23日 - THREE LIGHTS DOWN KINGS presents LIVE「ALL or NOTHING」(LIVE)
- 2014年10月25日 - pixiv祭×MADO LOUNGE presents HALLOWEEN PARTY (DJ)
- 2014年10月25日 - T-SPOOK × TAKENOKO!!! -HALLOWEEN SPECIAL (DJ)
- 2014年10月24日 - ASOVISION -HALLOWEEN PARTY 2014- (DJ)
- 2014年10月30日 - THREE LIGHTS DOWN KINGS presents LIVE「ALL or NOTHING」(LIVE)
- 2014年10月31日 - ASOBINITE!!! HALLOWEEN 2014 (DJ)
- 2014年11月07日 - VISION秋祭り(DJ)
- 2014年11月15日 - ELECTRO DASH TOKYO OFFICIAL AFTER PARTY (LIVE)
- 2014年12月12日 - ASOBINITE!!! -大忘年会SPECIAL- (DJ)
- 2014年12月22日 - ASOVISION -X’mas Special- (DJ)
- 2014年12月29日 - COUNTDOWN JAPAN 14/15 (LIVE)

### 2015年
- 2015年01月30日 - ASOBINITE!!! -KYARY PAMYU PAMYU 22nd BIRTHDAY SPECIAL- (DJ)
- 2015年03月13日 - ASOBINITE!!! – CAPSULE “WAVE RUNNER” RELEASE PARTY – (DJ)
- 2015年03月14日 - CAPSULE -“WAVE RUNNER” RELEASE PARTY- (DJ)
- 2015年04月04日 - 【 R 】(DJ)
- 2015年05月03日 - ASOBINITE!!! – Golden Week SPECIAL – (LIVE)
- 2015年06月21日 - YATSUI FESTIVAL! 2015 (DJ)
- 2015年07月10日 - ASOBIQUEST (DJ)
- 2015年07月19日 - Bayside Dance Camp～Summer～ (DJ)
- 2015年07月26日 - 藤井隆 “Coffee Bar Cowboy” RELEASE PARTY (DJ)
- 2015年08月01日 - UNDER THE SUN (DJ)
- 2015年08月12日 - ARMY SONIC -34TH ANNIVERSARY- (DJ)
- 2015年08月29日 - FISHEYE (LIVE)
- 2015年09月04日 - Unifusion (DJ)
- 2015年09月05日 - LEVEL4 (DJ)
- 2015年10月04日 - 渋谷サーカス・秋の鍵盤祭り！ (LIVE)
- 2015年10月24日 - ハロシブ’15 (DJ)
- 2015年10月30日 - ageHa × ASOBISYSTEM presents ASOBINITE!!! HALLOWEEN 2015 -MIDNIGHT CIRCUS DAY1- (DJ)
- 2015年10月31日 - Club NIGHTMARE HALLOWEEN PARTY by KAWAII MONSTER CAFE (DJ)
- 2015年11月01日 - OUNGE NEO 13th anniversary – NANBA LOUNGE – (DJ)
- 2015年11月08日 - MOSHI MOSHI NIPPON FESTIVAL 2015 in TOKYO (LIVE)
- 2015年11月15日 - Honey-Stars-Vol.10by あまいものないと×LOUNGE NEO 13th Anniverasry (DJ)
- 2015年11月28日 - 444bpm ♯4 (DJ)
- 2015年12月26日 - RYUKYUDISKO LIVE!!!!- “AUN NO SHIRABE” RELEASE PARTY – (DJ)

### 2016年
- 2016年01月15日 - ASOBI大新年会2016 (DJ)
- 2016年01月30日 - AGDX12 “Atami” (TALK)
- 2016年01月30日 - ASOBINITE!!! -KYARY PAMYU PAMYU BIRTHDAY SPECIAL- (DJ)
- 2016年02月27日 - Anime Matsuri Convention “Club AM” (DJ)
- 2016年03月06日 - AUDIO DIALOG (LIVE)
- 2016年03月12日 - ASOBINITE!!! – SPRING SPECIAL – (DJ)
- 2016年03月13日 - Output 4th ANNIVERSARY × AUN NO SHIRABE Release party (DJ)
- 2016年03月14日 - SMASH UP (DJ)
- 2016年04月02日 - clubasia 20th Anniversary -DAY3- (DJ)
- 2016年04月04日 - リラクゼーション BATICA 5th anniversary -DAY 4- (LIVE)
- 2016年04月29日 - ASOBINITE!!! -GW SPECIAL- (DJ)
- 2016年04月30日 - きゃつどくらぶ！ (DJ)
- 2016年05月28日 - 16th JapAniManga Night (DJ)
- 2016年06月03日 - MEG会議 × AUDIO GALAXY (TALK)

- 2016年06月18日 - YATSUI FESTIVAL! 2016 (DJ)
- 2016年06月24日 - ASOBINITE!!! (DJ)
- 2016年06月26日 - AUDIO DIALOG (LIVE)
- 2016年07月01日 - FPM presents HYPER SOCIETY ～FPM 50th BIRTHDAY BASH SPECIAL～ (DJ)
- 2016年07月15日 - ageHa Summer 2016 Opening Week Day1 THE BIG PARTY #015 × ASOBINITE!!! (DJ)
- 2016年07月17日 - ageHa × Asobisystem Presents Bayside Dance Camp (DJ)
- 2016年07月23日 - 444bpm♯5 BILLIONAIRE ～DJ BOY MEETS DAW GIRL～ (DJ)
- 2016年08月12日 - FLASH!!! × ARMY SONIC (DJ)
- 2016年08月26日 - MOVE NIGHT＿ presents THE 祭-MATSURI- by ASOBISYSTEM (DJ)
- 2016年09月03日 - MOVE FES. (DJ)
- 2016年09月04日 - リアル3区「ドンキ行くけどなんかいる？」リリースパーティ (LIVE)
- 2016年09月10日 - AGDX13 “Atami2” (TALK)
- 2016年09月17日 - THE 祭 – MATSURI – ～TAKENOKO!!! 後夜祭～ (DJ)
- 2016年10月02日 - Honey-Vol.14-by あまいものないと-魔法まつり～まほうをかけて～ (DJ)
- 2016年10月08日 - Jさん＆豪さんのトップハンター！ (TALK)
- 2016年10月22日 - 音神東京 Vol.3 (DJ)
- 2016年10月29日 - CLUB NIGHTMARE VOL2 (DJ)
- 2016年11月20日 - AUDIO GALAXY presents RAM RIDER LIVE 2016  (LIVE)
- 2016年11月27日 - MOSHI MOSHI NIPPON FESTIVAL 2016 in TOKYO (DJ)
- 2016年12月10日 - AGDX14 Tokyo (TALK)
- 2016年12月28日 - ARMYSONIC-Winter Edition- (DJ)

### 2017年
- 2017年01月28日 - ASOBINITE!!! KYARY PAMYU PAMYU BIRTHDAY SPECIAL YSTK×KPP CLUB EDITION (DJ)
- 2017年03月04日 - AGDX15 "Atami3" (TALK)
- 2017年03月06日 - スーパー・ササダンゴ・マシンのノンストッププレゼンテーション120min (TALK)
- 2017年03月12日 - THE BLOCK PARTY − YU-KA ＆ P→★（from TEMPURA KIDZ） presents − (DJ)
- 2017年03月20日 - JaccaPoP presents “KUJIRA vol. 4” (LIVE)
- 2017年03月25日 - Honey-Vol.17-by あまいものないと～卒業式 Disco!～ (DJ)
- 2017年04月01日 - PAC-STORE NIGHT – April Fool Special – (DJ)
- 2017年04月08日 - ライムスター宇多丸のウィークエンド・シャッフル「タマフル後番組オーディション」 (RADIO)
- 2017年04月09日 - Anime X Over (DJ)
- 2017年04月15日 - ライムスター宇多丸のウィークエンド・シャッフル「J-POP DJコーナーディスコ954」(DJ)
- 2017年05月03日 - ASOBINITE!!! (DJ)
- 2017年05月27日 - 17th JapAniManga Night (DJ)
- 2017年06月03日 - J-Disco 2017 (DJ)
- 2017年06月11日 - THE BLOCK PARTY Vol.2 -YU-KA ＆ P→★（from TEMPURA KIDZ）presents- (DJ)
- 2017年06月16日 - 八千代ライブ (NST新潟総合テレビ)
- 2017年06月17日 - YATSUI FESTIVAL! 2017 (Uncategorized)
- 2017年07月03日 - Anime Expo presents Neon District (DJ)
- 2017年07月15日 - ageHa×ASOBISYSTEM Presents Bayside Dance Camp Summer 2017 (DJ)
- 2017年07月17日 - JaccaPoP presents “KUJIRA vol. 5” RAM RIDER BirthdayBash (LIVE)
- 2017年08月01日 - エレ片トークショー with RAM RIDER (TALK)
- 2017年08月13日 - プレイステーション presents「ライムスター宇多丸とマイゲーム・マイライフ」第19回 ゲスト：RAM RIDER(前編) (RADIO)
- 2017年08月19日 - BOOKSTAND.TV #89 (TV)
- 2017年08月19日 - ライムスター宇多丸のウィークエンド・ シャッフル 24時間ラジオ2017 (RADIO)
- 2017年08月20日 - プレイステーション presents「ライムスター宇多丸とマイゲーム・マイライフ」第20回 ゲスト：RAM RIDER(後編) (RADIO)
- 2017年09月09日 - MOVE FES. 2017～NO LIMIT,YOUR LIFE.～ (DJ)
- 2017年09月13日 - Mijk Van Dijk in DOMMUNE (DJ)
- 2017年09月17日 - Mijk Van Dijk JAPAN TOUR 2017 (DJ)
- 2017年09月24日 - THE BLOCK PARTY Vol.3 – YU-KA ＆ P→★（from TEMPURA KIDZ） presents – (DJ)
- 2017年10月14日 - AGDX16 Tokyo (TALK)
- 2017年10月21日 - 映画『禅と骨』劇場トークイベント(TALK)
- 2017年10月27日 - フエルサブルータ『Panasonic presents WA!』～Wonder Japan Experience～ DJnight (DJ)
- 2017年10月28日 - THE BEST #ageHalloween17 -MYSTICAL MAGIC- DAY2 (DJ)
- 2017年11月03日 - Honey-Vol.20-by あまいものないとDISCO~LOUNGE NEO15 Anniversary~ (DJ)
- 2017年11月19日 - LOUNGE NEO 15周年×JaccaPoP presents KUJIRA vol.6 (DJ)
- 2017年12月17日 - THE BLOCK PARTY Vol.4 -YU-KA ＆ P→★（from TEMPURA KIDZ）presents- (DJ)
- 2017年12月27日 - SHIROKUMA FES !! (DJ)

### 2018年
- 2018年01月07日 - スーパー・ササダンゴ・マシンのノンストッププレゼンテーション120min Vol.2 (TALK)
- 2018年01月13日 - FLASH!!!-ASOBISYSTEM 大新年会- (DJ)
- 2018年01月27日 - AGDX17 Tokyo (TALK)
- 2018年01月27日 - ASOBINITE!!! -KYARY PAMYU PAMYU BIRTHDAY SPECIAL- (DJ)
- 2018年02月03日 - フエルサブルータWA!! in ホリエモン万博 (DJ)
- 2018年02月18日 - THE BLOCK PARTY in TAMURA (DJ)
- 2018年04月15日 - ラムとササダンゴの気になる10のコト。 (TALK)
- 2018年04月21日 - SssELF 19th attack!! -viola- (DJ)
- 2018年05月05日 - GO! CURRY! GONE! -wanna eat CURRY in Tokyo- (DJ)
- 2018年05月19日 - DoKomi J-Disco 2018 (DJ)
- 2018年05月26日 - 18th JapAniManga Night Nerd Rave (DJ)
- 2018年05月30日 - 高橋みなみのこれなに？フェス！！2018 (DJ)
- 2018年06月10日 - THE BLOCK PARTY Vol.5 -YU-KA ＆ P→★（from TEMPURA KIDZ）presents- (DJ)
- 2018年06月17日 - YATSUI FESTIVAL! 2018 (DJ)
- 2018年06月19日 - LOTION VOL.3 with RAM RIDER (DJ)
- 2018年07月21日 - ASOBINITE!!! ASOBITOURS!!! FINAL!!! (DJ)
- 2018年08月08日 - Audi e-tron Vision Gran Turismo Night in Tokyo (DJ)
- 2018年08月18日 - 南波志帆10周年ファン感謝祭！ありが10トークショー～RAM RIDERさんとマツモト様と全力で夏らしいことしたい！の巻～ (TALK)
- 2018年09月03日 - KAWAII MONSTER CAFE 3周年記念パーティー ～未来へようこそ～ (DJ)
- 2018年09月09日 - AUDIO GALAXY presents RAM RIDER LIVE 2018 (LIVE)
- 2018年10月27日 - Club Nightmare (DJ)
- 2018年11月03日 - AGDX18 Tokyo (TALK)
- 2018年11月10日 - ヲタスコ！vol.32～7th anniversary!!～ (DJ)
- 2018年12月29日 - アソビシステム大忘年会 (DJ)

### 2019年
- 2019年01月20日 - 第三回「先輩、お酌させてもらっていいですか？ササダンゴのカルチャートーク酒場」by TOKYO KOBIKI LAB. (TALK)
- 2019年06月16日 - YATSUI FESTIVAL! 2019 (DJ)
- 2019年06月18日 - ライブナタリー Presents Respect! トークライブ Vol.2～TM NETWORK 勝手に名曲総選挙～ (TALK)
- 2019年06月18日 - ORINPIA (DJ)
- 2019年08月12日 - ARMY SONIC’19 ＠PLUSTOKYO (DJ)
- 2019年08月14日 - 外道ナイト Vol.06 架空のホスクラとメン地下を考えよう！ ＠阿佐ヶ谷ロフトA (TALK)

## 主な執筆活動

### 連載
- ｢水道橋博士のメルマ旬報｣

　｢ま組｣にて｢人のミックスを笑うな｣ 連載中　(2016年6月10日発行 vol.087 - )
- ｢Sam's Up｣

｢音楽プロデューサー・RAM RIDERの【朝までに送ります Vol.1】｣ 連載中 
- 「CONTINUE」

｢オーディオギャラクシー出張所｣ 連載中 (2018年1月24日発売 vol.051 - )

### 寄稿
- ｢お笑いラジオの時間」

　コラム『僕と談志と伊集院。』
- ｢続 お笑いラジオの時間」

　コラム『ボクと人志とマイケルジャクソン。』
- 「新 お笑いラジオの時間」

　コラム『RAM RIDERの一週間ラジオ投稿生活』
- 「まだ お笑いラジオの時間」

　コラム『とあるラジオリスナーのいちばん長い一日』
- 「タモリ読本」

MY TAMORI THEORY 俺の・私のタモリ論『タモリのサングラスに映る僕ら』
- ｢ラジオ読本2017｣

＜ラジオファンアンケート＞